# Lissonota stygialis
Lissonota stygialis là một loài tò vò trong họ Ichneumonidae.